# Demarat (filòsof)
Demarat (Demaratus, Δημάρατος), fill de Píties (la filla d'Aristòtil i de la seva dona anomenada també Píties) i de Procles, fou un noble i filòsof peripatètic grec-persa, deixeble de Teofrast. El seu nom li fou donat en honor del rei Demarat d'Esparta, del qual el seu pare Procles era descendent.